# Al-Djarba
Jarbà o Jabbà fou una fortalesa de l'Aràbia Pètria, a la via romana entre Bosrà i la mar Roja. El 631 la fortalesa, junt amb Adhrub (més al nord), es va entregar al profeta Muhàmmad. La distància entre les dues fortaleses és estimada a tres dies de marxa. El 1182 Saladí hi va acampar en la seva expedició cap a Damasc.